# Charadai
Charadai es una localidad de la provincia del Chaco, Argentina, cabecera del departamento Tapenagá.

## Santa Patrona
- Nuestra Señora de Lourdes, festividad: 12 de octubre

## Geografía

### Clima
Subtropical con estación seca.
Máxima absoluta: 46 °C
Mínima absoluta: 1 °C
Régimen anual de lluvia: 1.100 mm

### Suelos
Representado por la Serie “Charadai” (Símbolo "Che"): Natracualf típico, de lomas bajas tendidas, evolucionadas, relieve subnormal, horizonte superficial lixiviado, color gris claro, textura pesada y media; subsuelo gris, textura pesada, con abundantes concreciones y muñequillas de Carbonato de calcio, que descansa sobre un material gris rojizo, gleyzado, textura pesada, lixiviado de carbonatos. 
Moderado alto contenido de materia orgánica; alta capacidad de retención de agua hasta 17 dm de profundidad; muy fuertemente ácido en superficie, neutro en profundidad; muy rico en calcio, moderado en magnesio y potasio; alta capacidad de intercambio de cationes; alto porcentaje de saturación de bases. Suelo arcilloso, montmorillonítico. 
La Serie Charadai presenta permeabilidad lenta; erosión moderada; drenaje imperfecto; salinidad moderadamente sódico; temporalmente anegable; moderada disponibilidad de materia orgánica.

## Población
Cuenta con 1519 habitantes (Indec, 2010), lo que representa un incremento del 12,8% frente a los 1346 habitantes (Indec, 2001) del censo anterior. En el municipio el total ascendía a los 2538 habitantes (Indec, 2001).
| Gráfica de evolución demográfica de Charadai entre 1991 y 2010 |
|                                                                |
| Fuente: Censos nacionales del INDEC                            |

## Vías de comunicación
La principal vía de comunicación es la ruta provincial 13 (de tierra), que la vincula al este con Cote Lai y Resistencia, y al oeste con Haumonia y Villa Ángela. Otra ruta importante es la provincial 7, que la enlaza al sur con La Sabana y la provincia de Santa Fe, y al norte con Presidencia de la Plaza.
Cuenta con la estación Charadai. Las vías del Ferrocarril General Belgrano son recorridas por un servicio interprovincial diario de Trenes Argentinos Operaciones, que recorre desde la ciudad de Resistencia hasta la localidad santafesinas de Los Amores.

## Parroquias de la Iglesia católica en Charadai
| Arquidiócesis | Resistencia               |
| ------------- | ------------------------- |
| Parroquia     | Nuestra Señora de Lourdes |